# Latscha
Latscha is een historisch motorfietsmerk.
Kleine Franse fabriek (1948-1953) die 98- en 123 cc tweetakten met Aubier Dunne-motor bouwde. Volgens sommige bronnen werden echter JAP 350- en 500 cc blokken gebruikt.